# Florin Tănase
Florin Tănase, né le 30 décembre 1994 à Găești en Roumanie, est un footballeur international roumain qui évolue au poste de milieu offensif au FCSB.

## Biographie

### Débuts avec le Viitorul Constanța (2013-2016)
Avec le Viitorul Constanța, il inscrit 15 buts en première division roumaine lors de la saison 2015-2016.

### Steaua Bucarest (2016-2022)
Le 8 août 2016, Florin Tănase s'engage pour cinq ans avec le Steaua Bucarest, en échange d'une indemnité de transfert de 1,5 million d'euro, son ancien club ayant droit à 25 % des gains lors d'un éventuel futur transfert. Le 22 octobre 2017, il marque son premier but avec le Steaua, lors d'une victoire 2 à 0 contre le FC Botoșani.
Il s'affirme comme un cadre régulier du Steaua, inscrivant 10 buts en championnat en 2017-2018, puis à nouveau 10 buts en 2018-2019. Il est également seizièmes de finaliste de la Ligue Europa en 2018 avec le Steaua.
Au cours de la saison 2020-2021, Florin Tănase marque 24 buts devenant le meilleur buteur de la ligue et est nommé dans l'équipe de l'année de Liga I.
Le 25 avril 2022, il marque son premier triplé professionnel lors d'une victoire 4-0 à l'extérieur contre son ancienne équipe, le Viitorul Constanța, désormais nommée Farul. Il termine meilleur buteur de la Liga I pour la deuxième saison consécutive, après avoir marqué 20 fois.

### Dans le golfe arabique (depuis 2022-)
Le 6 août 2022, le club émirati d'Al-Jazira annonce la signature de Tănase après avoir payé sa clause libératoire de 3 millions d'euros.
Le 5 août 2023, il rejoint le club de la Saudi Pro League et le promu Al-Okhdoud Club.

### En sélection nationale
Avec les espoirs roumains, il inscrit trois buts. Il marque son premier but le 4 septembre 2014, contre le Monténégro. Ce match gagné 4-3 rentre dans le cadre des éliminatoires de l'Euro espoirs 2015. Il inscrit son deuxième but un mois plus tard, en amical contre l'Albanie (victoire 3-1). Son dernier but avec les espoirs intervient le 16 juin 2015, contre l'Arménie, lors des éliminatoires de l'Euro espoirs (victoire 3-0).
Le 31 mai 2014, Florin Tănase reçoit sa première sélection avec l'équipe de Roumanie face à l'Albanie, après être rentré en jeu à la 83e minute pour remplacer Alexandru Maxim. Le match se solde par une victoire roumaine 1-0.

## Statistiques
| Saison                | Club                  | Championnat           | Championnat | Championnat | Coupe(s) nationale(s) | Coupe(s) nationale(s) | Compétition(s) continentale(s) | Compétition(s) continentale(s) | Compétition(s) continentale(s) | Total | Total |
| Saison                | Club                  | Division              | M.          | B.          | M.                    | B.                    | Comp.                          | M.                             | B.                             | M.    | B.    |
| 2013-2014             | FC Voluntari (prêt)   | D3                    | 12          | 1           | 2                     | 0                     | -                              | -                              | -                              | 14    | 1     |
| Sous-total            | Sous-total            | Sous-total            | 12          | 1           | 2                     | 0                     | -                              | -                              | -                              | 14    | 1     |
| 2013-2014             | Viitorul Constanța    | D1                    | 12          | 3           | -                     | -                     | -                              | -                              | -                              | 12    | 3     |
| 2014-2015             | Viitorul Constanța    | D1                    | 32          | 4           | 2                     | 1                     | -                              | -                              | -                              | 34    | 5     |
| 2015-2016             | Viitorul Constanța    | D1                    | 32          | 15          | 3                     | 1                     | -                              | -                              | -                              | 35    | 16    |
| 2016-2017             | Viitorul Constanța    | D1                    | 3           | 0           | -                     | -                     | C3                             | 2                              | 0                              | 5     | 0     |
| Sous-total            | Sous-total            | Sous-total            | 79          | 22          | 5                     | 2                     | -                              | 2                              | 0                              | 86    | 24    |
| 2016-2017             | Steaua Bucarest       | D1                    | 22          | 4           | 1                     | 0                     | C3                             | 2                              | 0                              | 25    | 4     |
| 2017-2018             | Steaua Bucarest       | D1                    | 33          | 10          | 1                     | 0                     | C1+C3                          | 4+7                            | 0+1                            | 45    | 11    |
| 2018-2019             | Steaua Bucarest       | D1                    | 34          | 10          | 1                     | 0                     | C3                             | 5                              | 1                              | 40    | 11    |
| 2019-2020             | Steaua Bucarest       | D1                    | 18          | 4           | 2                     | 0                     | C3                             | 8                              | 4                              | 28    | 8     |
| Sous-total            | Sous-total            | Sous-total            | 107         | 28          | 5                     | 0                     | -                              | 26                             | 6                              | 138   | 34    |
| Total sur la carrière | Total sur la carrière | Total sur la carrière | 198         | 51          | 12                    | 2                     | -                              | 28                             | 6                              | 238   | 59    |

## Palmarès

### En club
Viitorul Constanța
- Vice-champion de Roumanie en 2017

 Steaua Bucarest
- Finaliste de la Supercoupe de Roumanie en 2020
- Vainqueur de la Coupe de Roumanie en 2020

### Distinctions personnelles
- 2e place du Footballeur roumain de l'année en 2022
- Meilleur buteur du championnat roumain : 2021 et 2022